# MADEX
El MADEX (Moroccan Most Active Shares Index) es un índice bursátil compuesto de los 62 valores más activos de la bolsa de Casablanca, Marruecos.

## Historia
- 1986: creación del IGB (índice general de la bolsa)
- 2002: creación de los índices MASI, MADEX, sus índices base y los índices sectoriales
- 2004: adopción de la capitalización flotante para el cálculo del índice

## Los 62 valores del MADEX
El Madex está compuesto de los valores más activos de la bolsa de Casablanca. Esto incluye entre otros:
- Accor-Risma
- Addoha Douja Promotion
- Afriquia Gaz
- Alliances développement immobilier
- Atlanta Assurance
- Attijariwafa bank
- Banque Populaire du Maroc
- BMCE Bank
- BMCI
- Cartier Saâda
- Crédit du Maroc
- Compagnie générale immobilière (CGI)
- Crédit immobilier et hôtelier (CIH)
- Ciments du Maroc
- Colorado
- Compagnie minière de Touissit
- Compagnie de transports au Maroc (CTM)
- Cosumar
- Dari Couspate
- Delattre Levivier
- Delta Holding
- Diac Salaf
- Distrisoft
- Fenié Brossette
- Holcim Maroc
- Hightech Payment Systems (HPS)
- IB Maroc.com
- Involys
- Label'Vie
- Lafarge Maroc
- Lesieur Cristal
- Lydec
- M2M Group
- Managem
- Maroc Telecom
- Matel PC Market
- Marocaine Vie
- Mediaco
- Microdata
- Nexans Maroc
- Promopharm
- SM Imiter
- Salafin
- La Samir
- Société nationale d'électrolyse et de pétrochimie (SNEP)
- Société nationale d'investissement (SNI)
- Sonasid
- Société de réalisations mécaniques (SRM)
- Stokvis Nord Afrique
- Timar
- Wafa Assurance

## Método de cálculo
Su cálculo consiste en medir la evolución bursátil de una selección de los títulos con más liquidez del mercado